# Дрибин
Дрибин (блр. Дрыбін; блр. Дрибин) је насељено место са административним статусом варошице (городской посёлок) у источном делу Републике Белорусије. Административно је део Дрибинског рејона (чији је уједно и административни центар) Могиљовске области.

## Географија
Насеље Дрибин лежи на обалама реке Проње на око 64 км североисточно од админнистративног центра рејона града Могиљова, и на око 10 км од железничке станице Тјонми Лес на линији Орша—Кричав.

## Историја
Насеље Дрибин се спомиње као село током XVI века. Насеље је интензивније почело да се развија након што се велики број становника из јужнијих делова Белорусије због Чернобиљске хаварије почео досељавати у та подручја 1986. године. Дрибин од 1997. има административни статус урбаног насеља, односно варошице.

## Демографија
Према подацима са пописа становништва из 2009. у граду је живело 3.315 становника.